# 汐見薫
汐見 薫（しおみ かおる）は、日本の小説家。東京都出身。東京外国語大学ドイツ語学科卒。

## 略歴
会社員を経て、中学校、高等学校に勤務。2003年に短編「黒い服の未亡人」で第1回北区 内田康夫ミステリー文学賞大賞を受賞しデビュー。2004年には、長編『白い手の残像』で第1回ダイヤモンド経済小説大賞優秀賞受賞。選考委員の幸田真音、安土敏らが絶賛した。

## 作品
単行本
- 白い手の残像 （2004年7月、ダイヤモンド社、ISBN 978-4478930540）
- ガイシの女 （2007年11月、講談社、ISBN 978-4062144698）
- リストラに乾杯！ （2010年11月、廣済堂出版、ISBN 978-4331059494）

短編
- 黒い服の未亡人
  - 内田康夫選・編『はじめての小説（ミステリー） ―内田康夫&東京・北区が選んだ気鋭のミステリー』 （2008年1月、実業之日本社、ISBN 978-4408535180）に収録

## 受賞歴
- 2003年 - 第1回北区 内田康夫ミステリー文学賞大賞
- 2004年 - 第1回ダイヤモンド経済小説大賞優秀賞